# Diritti LGBT in Israele
All'interno dello Stato d'Israele i diritti concessi alle persone lesbiche, gay, bisessuali e transgender (LGBT) sono i più ampi e sviluppati di tutta l'Asia.
Il diritto comune garantisce oramai alle coppie omosessuali la maggior parte dei diritti matrimoniali ufficialmente riconosciuti alle coppie eterosessuali, anche se la piena ufficialità del matrimonio omosessuale non è ancora stata sancita. 
Tuttavia, vengono riconosciuti i matrimoni omosessuali contratti all'estero. La popolazione è divisa sull'argomento LGBT: una parte vuole la totale estensione dei diritti LGBT, un'altra non è così aperta ma considera le coppie LGBT uguali a quelle etero pur non essendo a favore alle totale estensione dei loro diritti ma solo al riconoscimento dello status di coppia ma non al matrimonio o all'adozione. 
L'intolleranza omofoba è molto diffusa e molto alta in Israele. Nel 2019 si registrava un atto omofobo ogni 10 ore e un post discriminatorio ogni 4 minuti.. Se confrontato in un gruppo di 17 paesi europei, Israele risulta quello con la più bassa tolleranza.
Nel 2019 ministro della salute Cabinet ha ufficialmente dichiarato siano possibile sottoporre le persone LGBT a terapie di conversione.
Israele, assieme a Giordania, Turchia e Cipro, è fra i paesi mediorientali in cui gli "atti omosessuali tra adulti consenzienti svolti in privato" non vengono considerati illegali e quindi non perseguibili dalla legge.
In tutti gli altri stati arabo-musulmani del Medio Oriente l'omosessualità rimane un crimine, punita spesso con punizioni corporali giudiziarie, la condanna alla carcerazione (Egitto e Marocco) ed in alcuni casi persino con la pena di morte (Arabia Saudita), mentre in altri come il Libano pur essendo un crimine de facto, ma spesso la carcerazione irrisoria viene convertita in ammende o assoluzioni. 
Israele è stato il primo paese asiatico dove gli omosessuali son stati protetti da leggi anti-discriminazione e rimane, al 2011, l'unico paese del Medio oriente a fornire una tale protezione giuridica.
Tel Aviv è stata nominata la "capitale gay" del vicino oriente dalla popolare rivista Out, oltre ad essere considerata una delle città più gay friendly dell'intero pianeta: famosa per la sua Pride Parade annuale e le sue spiagge concesse alle persone omosessuali.
Un sondaggio online gestito da un popolare sito di viaggi LGBT ha valutato Tel Aviv come la miglior città gay del 2011.
Nonostante tutto ciò, nel 2009 un attentato contro un centro d'incontro di gay e lesbiche a Tel Aviv ha provocato 2 morti ed almeno 15 feriti, nella stragrande maggioranza minorenni: definito subito come crimine "derivante dall'odio e dal pregiudizio" è stato condannato senza riserve dai funzionari governativi, a cominciare dal primo ministro conservatore Benjamin Netanyahu.
Gerusalemme, invece, resta una città molto conservatrice ed omofoba. In un gay pride organizzato nella città ci sono stati molti scontri, e addirittura la morte di una ragazza lesbica, Shira Banki

## Leggi in materia di attività sessuali tra persone dello stesso sesso

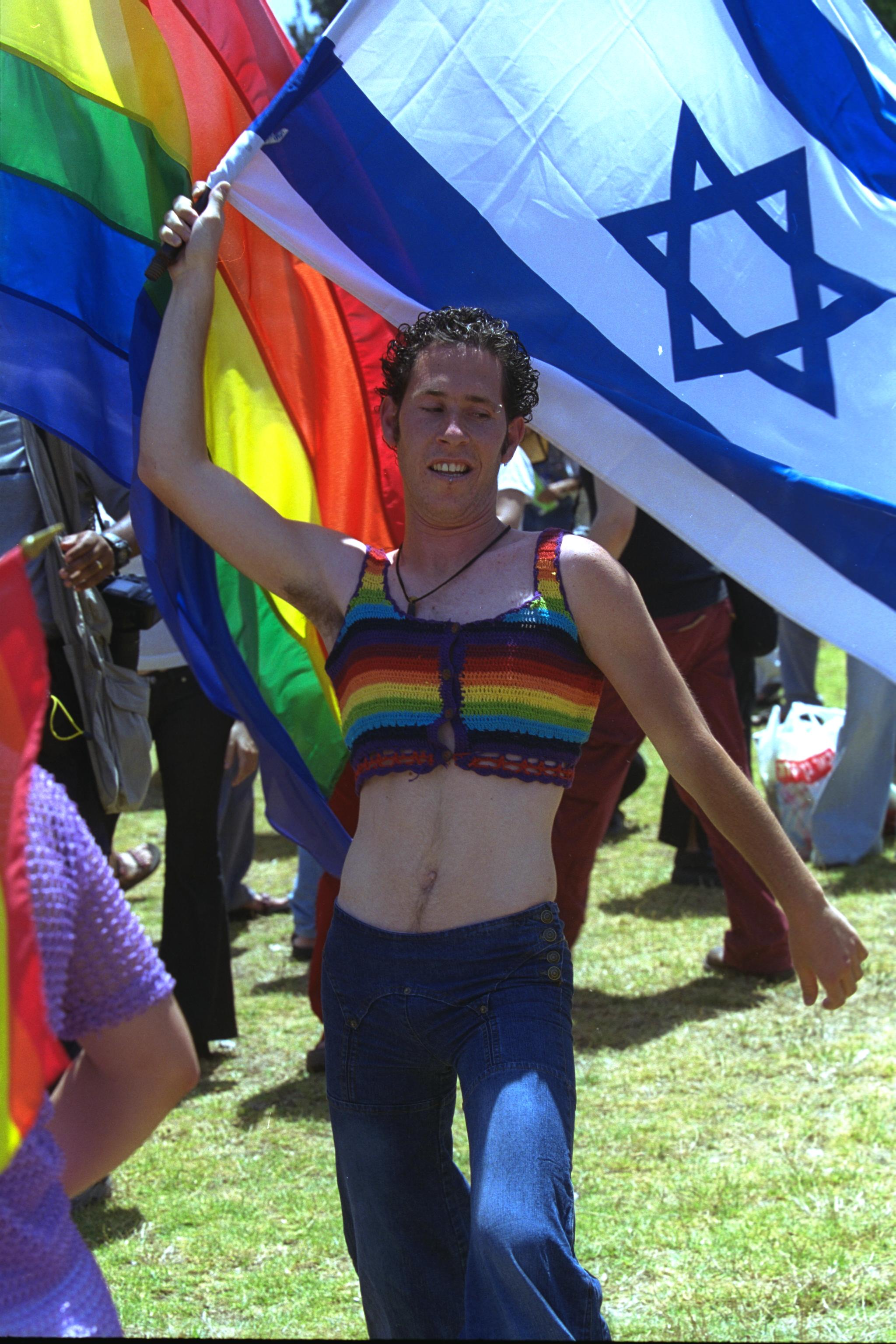
Gay Pride a Gerusalemme, 2002.

Lo Stato d'Israele ha inizialmente derivato le sue definizioni legali riguardanti la sodomia (che prevedeva pure la condanna del sesso orale) dal precedente codice vigente in tutti i territori sottoposti ad amministrazione britannica vista la coerenza con i passi della Torah come quelli della genesi  e del levitico ma non risulta che sia mai stata applicata contro gli atti omosessuali tra adulti consenzienti che abbiano avuto luogo in privato perché la comunità gay, lesbiche e bisessuali nascondevano le loro attività sessuali e la loro identità sessuale come descritto nel film del 1982 Drifting dove si racconta la situazione difficile di un giovane israeliano gay in Israele.
Fin dal 1960 la corte suprema ha stabilito che tale legge non dev'esser applicata ad atti privati tra adulti: dopo alcuni casi di soldati processati nei tribunali militari per "condotta omosessuale" ma non vietava la discriminazione verso le persone LGBT in tutti gli ambiti (lavoro, discriminazioni omofobe, redistribuzione dei servizi) e nemmeno i rapporti e i rapporti fra minori erano ancora vietati ed erano diffuse le terapie per far cambiare l'orientamento sessuale ai minori, chiamate terapie di conversione non vietate ancora oggi. 
Nel 1988 l'assemblea legislativa nazionale (Knesset) ha formalmente abrogato l'originaria disposizione che vietava i rapporti sessuali consensuali tra persone dello stesso sesso.
L'età del consenso, sia per i rapporti omosessuali sia per quelli eterosessuali è stabilita a 16 anni.

## Riconoscimento delle relazioni omosessuali
La Giustizia israeliana riconosce i matrimoni omosessuali contratti all'estero; è l'unico paese di tutto il continente asiatico a farlo. Tuttavia non è consentito alle coppie gay di sposarsi in territorio israeliano: non esistendo in Israele il matrimonio civile neppure per le coppie eterosessuali (tranne quando entrambi i coniugi sono non-ebrei), il matrimonio può esser formalmente eseguito solamente dalle autorità religiose. Tale restrizione impedisce non solo alle coppie gay di sposarsi, ma anche a tutte le coppie di fatto eterosessuali di essere riconosciute: qualsiasi persona desideri contrar un matrimonio non religioso deve recarsi al di fuori del paese.
Lo Stato d'Israele consente ai partner stranieri (esclusi quelli di nazionalità araba) di cittadini omosessuali di ottenere i relativi permessi di soggiorno, in ambito civile sono concessi i diritti matrimoniali (pensioni etc) ai partner di dipendenti statali gay; la procura generale dello Stato ha poi esteso l'esenzione dalle tasse per i trasferimenti di proprietà tra i membri di una coppia dello stesso sesso, equiparandola in tutto in materia finanziaria e aziendale alla coppia etero. 
In caso di eredità viene riconosciuta la legittimità delle unioni tra persone dello stesso sesso.
La città di Tel Aviv riconosce le coppie di fatto, in quanto nuclei familiari a tutti gli effetti. Nel 2007 a seguito di una sentenza della corte suprema che ordina la possibilità di farlo, Gerusalemme ha registrato nei suoi uffici comunali la sua prima coppia gay.

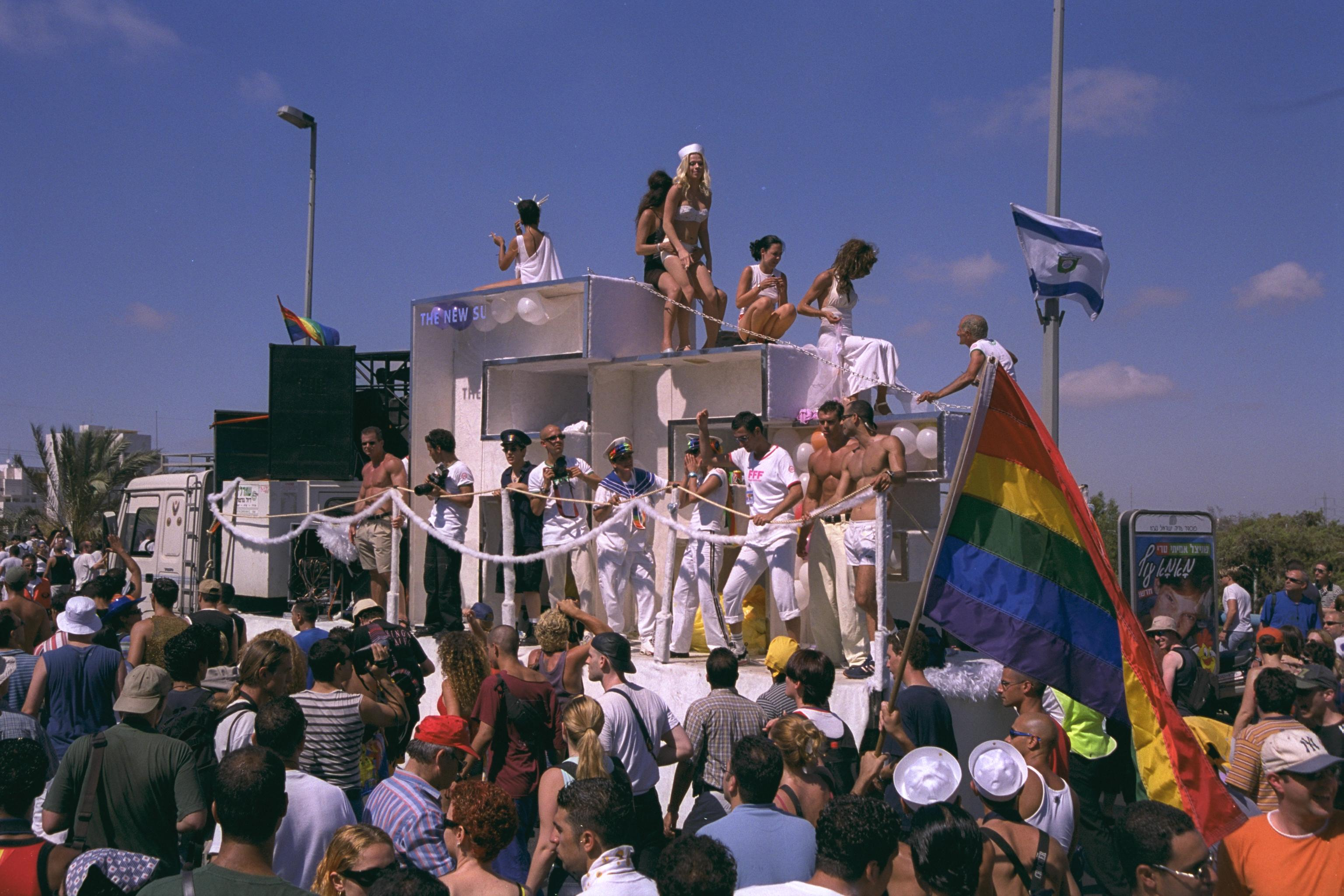
Celebrazione della comunità LGBT per le strade di Tel Aviv, 2000.

## Adozione
Nel 2005 la Corte Suprema ha stabilito che una coppia lesbica è legalmente in grado di adottare: a seguito di questa sentenza alla coppia è stato consentito di adottar a vicenda i figli biologici avuti in precedenza, ammettendo la completa tutela sui figli del partner.
Nel 2009 la "corte della famiglia" di Tel Aviv ha stabilito che l'ex parlamentare Uzi Even e il suo partner possono legalmente adottare (in questo caso un ragazzo già maggiorenne): ciò li rende la prima coppia dello stesso sesso maschile a cui è stato legalmente riconosciuto il diritto di adottare.
Nel 2017, il governo israeliano avvisava la corte suprema di Israele che non aboliranno i processi discriminatori contro l'adozione delle copie LGBT. Giustificando la decisione, il governo israeliano ha detto che crescere in una famiglia LGBT aggiunge "bagaglio addizionale".

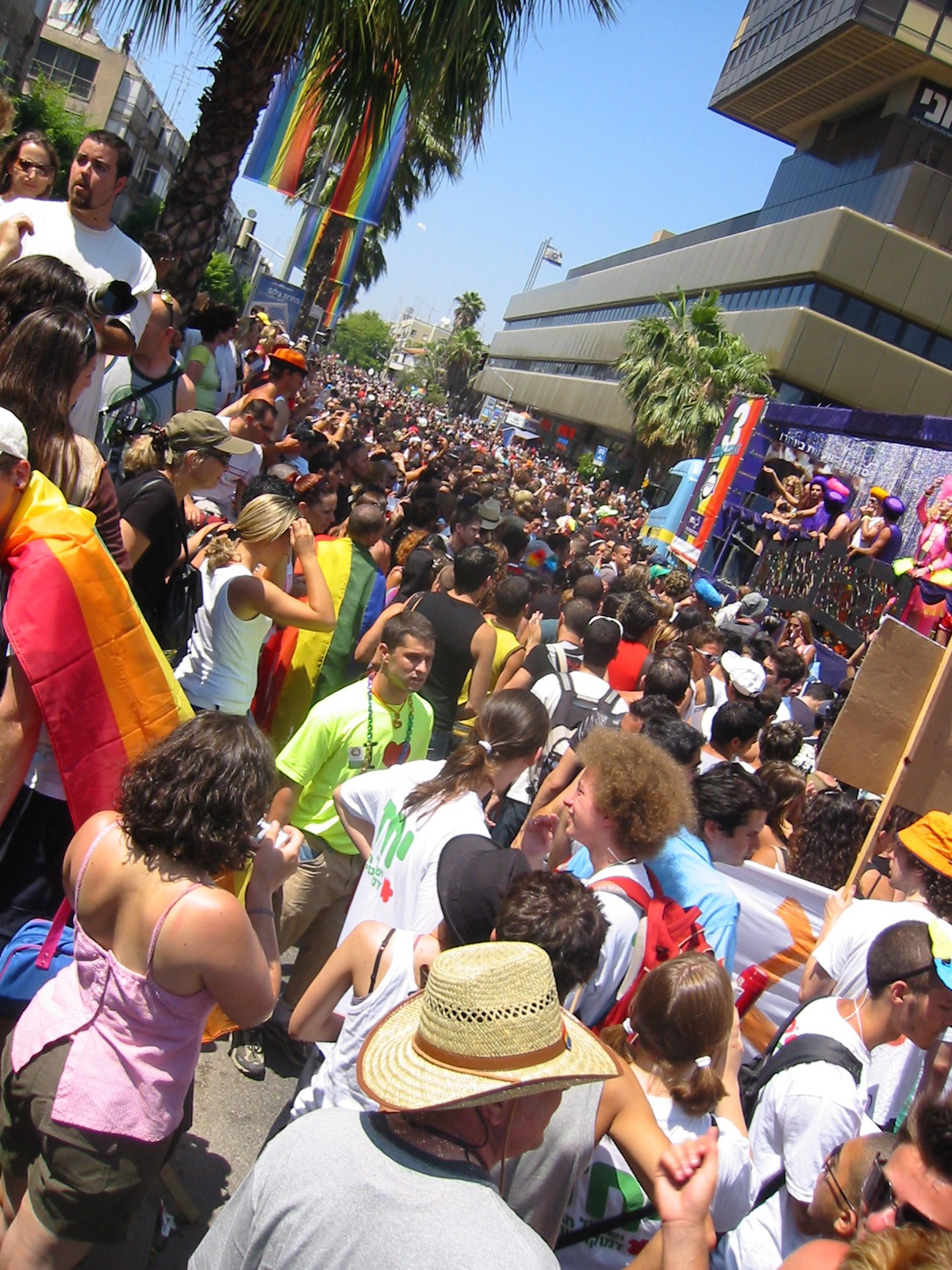
Sfilata al Gay Pride di Tel Aviv nel 2004.

## Servizio militare
Soldati apertamente omosessuali (sia maschi che femmine) servono senza alcun ostacolo o preclusione in tutti i rami delle forze armate: la discriminazione nel reclutamento, posizionamento e promozione di soldati gay e lesbiche è espressamente vietata, così come qualsiasi forma di molestia per motivi di orientamento sessuale.
L'esercito riconosce le coppie omosessuali, quindi anche i/le vedovi/e ai fini pensionistici e di agevolazioni generali. 
Ai soldati in servizio effettivo è altresì concesso di partecipare al Gay Pride.
A partire dal 1993 gli omosessuali sono stati autorizzati a servire nelle forze armate apertamente, senza dover per forza di cose esser costretti a celare il proprio orientamento sessuale: precedentemente non vigeva alcuna protezione anti discriminazioni o molestie in campo militare.
I giovani israeliani possono essere esentati dal servizio obbligatorio di leva facendo un servizio di volontariato: dal 2006 la AGUDAH (l'associazione LGBT israeliana) rientra nelle categorie delle associazioni all'interno delle quali si può svolger un tale servizio. Tuttavia un numero sempre crescente di reclute gay e lesbiche chiedono di poter svolgere il servizio militare effettivo, spesso in unità di combattimento: l'Unità 8200, una delle più grandi dell'esercito, specializzata in attività d'intelligence, è ben nota per il gran numero di soldati LGBT che operano al suo interno.

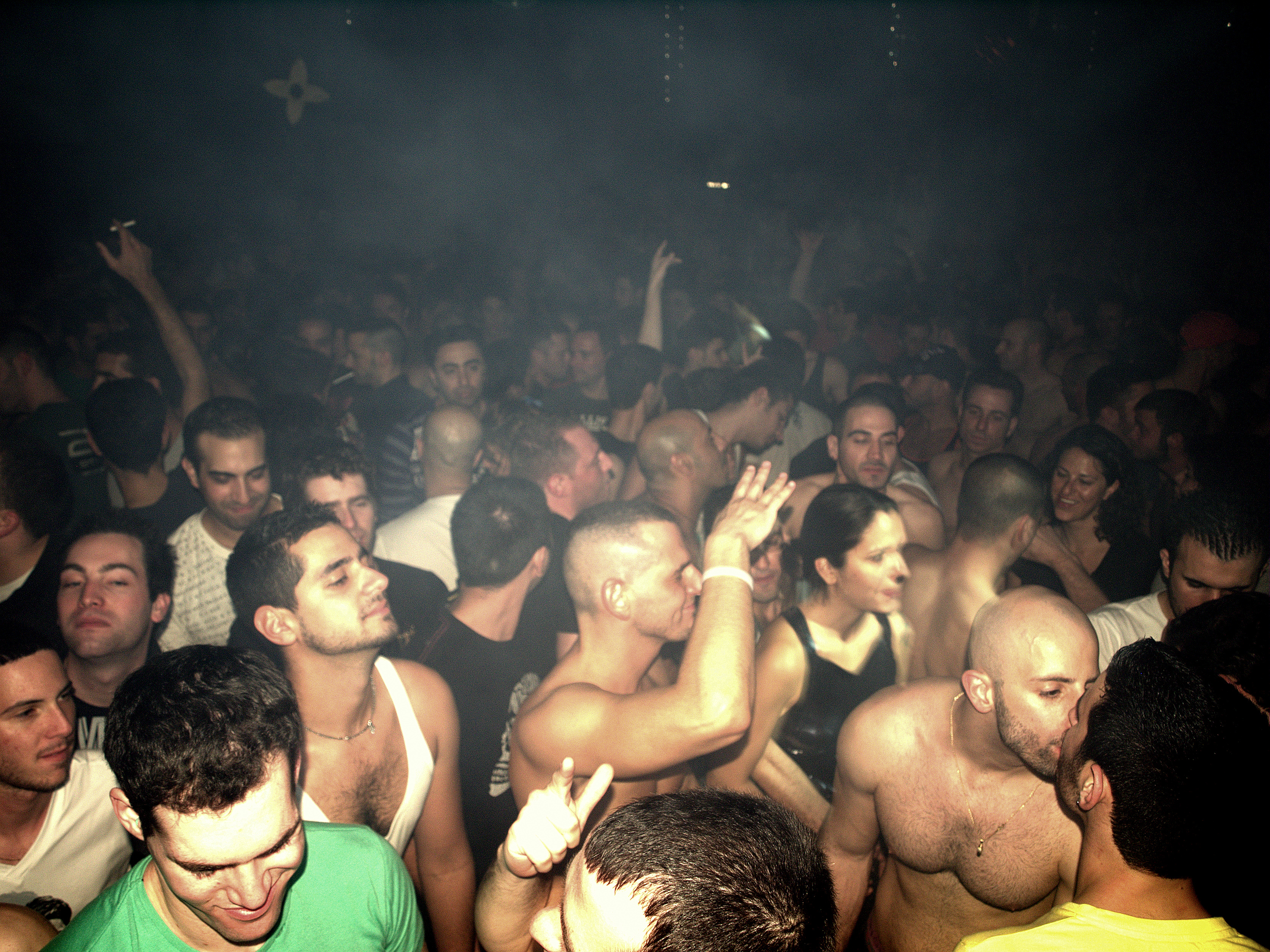
Interno di un night club gay a Tel Aviv.

## Sentenze e protezioni anti discriminazione
Nel 1992 è stata introdotta una legislazione per vietare le discriminazioni sul posto di lavoro sulla base dell'orientamento sessuale, con alcune eccezioni riguardanti le organizzazioni religiose.
Nel 2004 la corte del distretto di Nazareth ha stabilito che le coppie omosessuali hanno gli stessi diritti di quelle sposate per quanto riguarda l'acquisizione dell'eredità del partner, in quanto la parola "partner" comprende anche i membri di coppie dello stesso sesso.
Nel 2004 il tribunale distrettuale di Tel Aviv ha dichiarato che il governo non può espellere il partner colombiano di un uomo gay israeliano: il trentaduenne colombiano era entrato con un visto turistico provvisorio, poi scaduto. 
Il suo partner, un soldato delle forze di difesa israeliane (IDF) ha presentato una petizione supportato dallAssociazione per i diritti civili. Il giudice ha stabilito che il governo ha agito illegalmente nel tentativo di espellere l'uomo, in quanto fin dal 1999 la corte suprema ha sentenziato che non si possono deportare cittadini stranieri sposati con cittadini israeliani; decisione che estende il diritto comune anche ai matrimoni contratti da coppie dello stesso sesso.
Nel 2008 il ministero degli interni ha concesso ad un gay palestinese di Jenin il permesso di soggiorno per vivere col suo compagno, dopo aver detto che la sua vita era messa in pericolo in Cisgiordania a causa della sua sessualità.

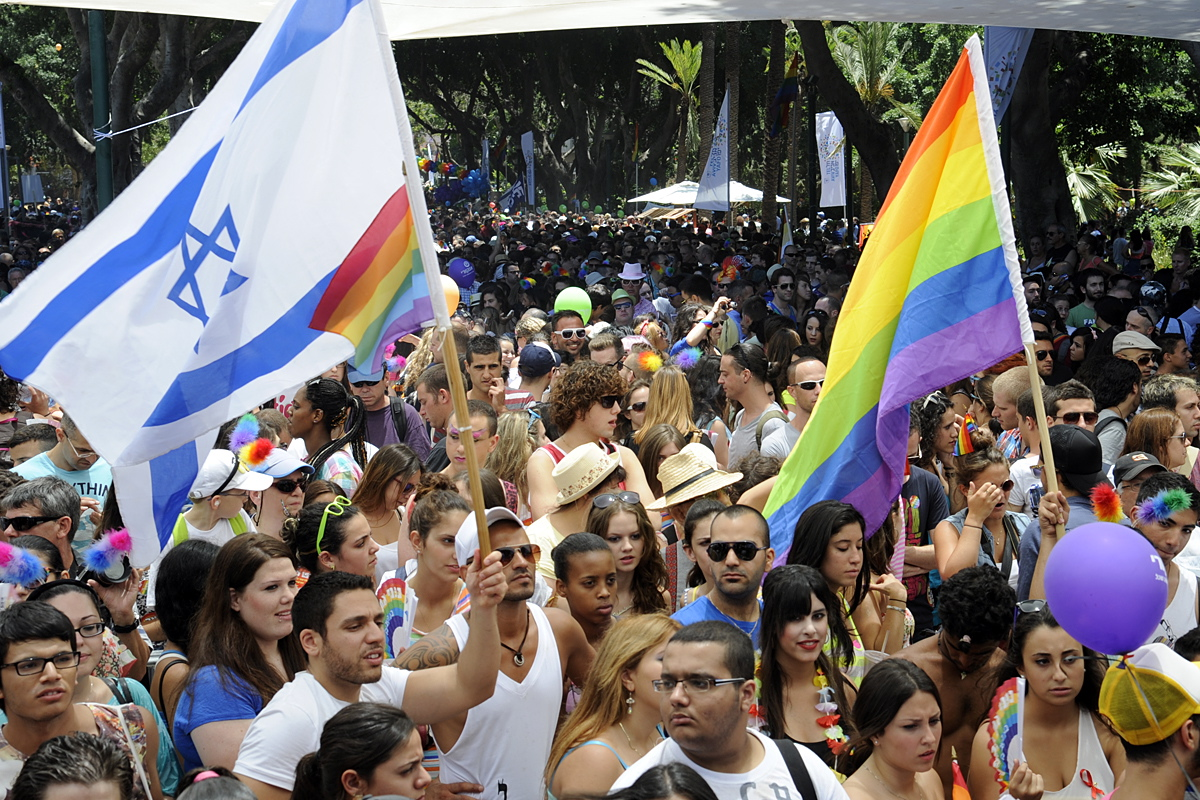
Celebrazione del Gay Pride a Tel Aviv nel 2012.

## Condizioni di vita della comunità LGBT in Israele
A partire dal 1970 esiste all'interno d'Israele un attivo movimento a favore dei diritti dei gay, che spesso s'è affiliato al movimento femminista e ai partiti politici di stampo liberale e più progressisti.
La comunità gay programma e svolge annualmente il Gay Pride festival, con vasta partecipazione di pubblico.
Nel 2005 a Gerusalemme tre manifestanti sono stati accoltellati; l'aggressore è stato successivamente condannato a 12 anni di carcere per tentato omicidio causato da odio razziale.
Un tentativo del sindaco di Gerusalemme, un ebreo Charedì di contrastare ed impedire la manifestazione del 2005 è stata contestata in tribunale: persa la causa, al sindaco è stato ordinato di rilasciare i fondi per l'evento. 
Il World Pride festival, programmato per l'agosto 2005 proprio a Gerusalemme, ha ricevuto una vasta opposizione e critiche accese da parte di tutte e tre le religioni monoteiste presenti. Si è dovuto poi rinunciarvi a causa delle operazioni militari intraprese nella striscia di Gaza, che non garantivano la necessaria sicurezza dei partecipanti: la possibilità d'un tal corteo aveva già peraltro subito minacce di violenza fisica da parte di alcuni leader religiosi ultraortodossi, oltre che musulmani e cristiani.
Nel 2006 dimostrazioni da parte di organizzazioni religiose volte a far pressioni sulle autorità per la cancellazione del pride annuale hanno avuto come risultato una dozzina di feriti.
Israele ha infine un'organizzazione dei genitori e amici delle persone omosessuale denominata TEHILA.

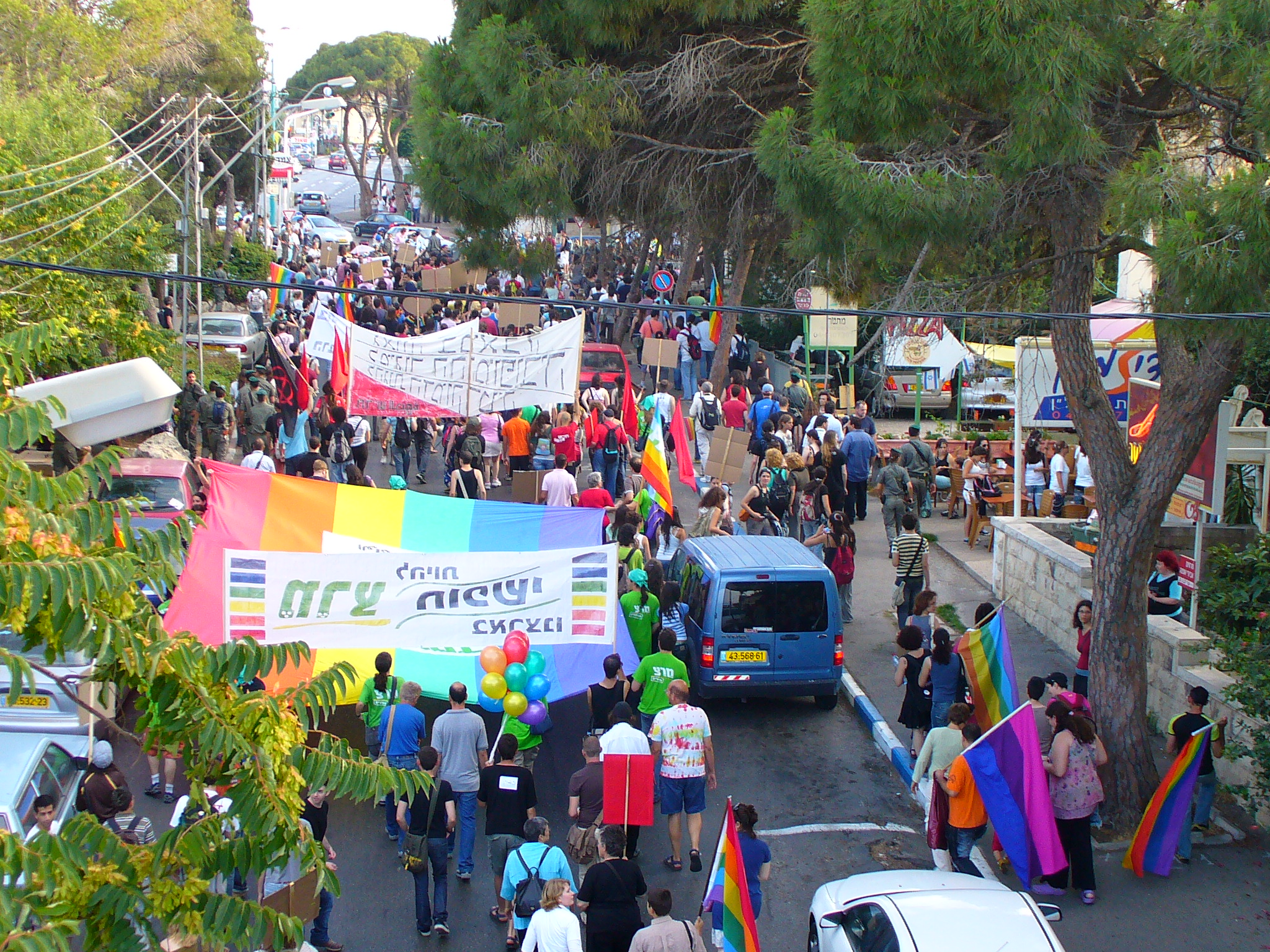
Parata del Gay Pride ad Haifa nel 2007.

## Il dibattito per i diritti LGBT all'interno della società
Il testo biblico descrive esplicitamente la natura del rapporto tra le due figure di David e Jonathan e lo chiama amore, pur senza alcuna connotazione sessuale.
La controversia scaturita riguardante l'interpretazione del linguaggio utilizzato ed il significato da dare a quei versetti dei due Libri di Samuele (1 Samuele 20:30; 2 Samuele 1:26) si è trasformata in un importante dibattito politico tra la comunità gay israeliana e la destra conservatrice politica, così come anche all'interno della stessa opinione pubblica.
La polemica attorno a questo argomento ha raggiunto il suo culmine quando un membro del parlamento (Knesset), Yael Dayan, ha fatto il suo famoso discorso a favore dei diritti dei gay (il 10 febbraio 1993) citando proprio le parole del testo biblico riguardanti David e Jonathan.
Il Partito Laburista Israeliano e il nuovo movimento Meretz-Yashad richiedono apertamente il riconoscimento dei diritti agli omosessuali, così come aveva precedenremente fatto l'anticlericale, sionista e liberale Shinui: secondo Tzipi Livni anche Kadima ha porto la mano alla comunità gay. 
Altri partiti politici liberal-progressisti sostengono le richieste LGBT, come le formazioni dei Verdi.
Il 22 ottobre 2002 il professore di fisica Uzi Even di Meretz-Yashad è diventato il primo membro apertamente gay eletto all'assemblea nazionale; il secondo è stato Nitzan Horowitz, anch'egli della stessa formazione politica.
Vi sono tuttavia ancora forti resistenze antigay tra i politici: nel 1997 l'allora presidente della repubblica Erez Weizman di fronte agli studenti delle scuole superiori comparò l'omosessualità all'alcolismo, scatenando una ridda di proteste da parte di attivisti dei diritti civili e di membri liberali del parlamento, con dimostrazioni pubbliche che ne chiedevano le dimissioni.
Il 20 febbraio 2008 Shlomo Benizri, membro del partito religioso Shas (membro della coalizione del governo guidato da Ehud Holmert) ha incolpato gli omosessuali di essere la causa dei terremoti: difatti le loro attività impure scatenerebbero l'ira della natura pertanto, a suo dire, si dovrebbe impedire la legittimazione della sodomia in Israele se non si vuole portar il paese alla catastrofe. 
Egli ha raccomandato che invece di limitarsi a rafforzar gli edifici contro le scosse telluriche si dovrebbe approvar una legge che bandisca dal suolo sacro della nazione tutte le perversioni (come le adozioni da parte di coppie lesbiche): per evitare i danni causati dai terremoti basterebbe smettere di legiferare in modo da incoraggiare l'attività omosessuale.

### Giornali e radio
Uno dei primi giornali ad occuparsi di temi riguardanti il mondo LGBT è stato HaOlam HaZeh ("Questo Mondo" in italiano, chiuso nel 1993) in un articolo del 1962: con un tono sensazionalista di un movimento sotterraneo che si muoveva segretamente all'interno della società. Questa è la maniera tipica con cui i mezzi d'informazione israeliani si occuperanno delle questioni LGBT (oltre al silenzio) fino alla fine degli anni ottanta.
Fu allora che il settimanale di Tel Aviv HaIr ha iniziato a pubblicare la cronaca sulla vita di un uomo gay, conosciuto con lo pseudonimo di Moshe (il cui nome si rivelerà essere poi quello di Gal Uchovsky).
Un altro momento importante in cui i media si occuparono di temi LGBT è stato nel 1991 quando la federazione sindacale laburista Histadrut ha cominciato ad includere nelle sue pubblicazioni ufficiali una sezione su argomenti politici e sociali riguardanti i diritti gay. Questo fu seguito da una rassegna stampa via via sempre più favorevole alla comunità omosessuale israeliana, sostenendo i suoi obiettivi civili.

### Cinema e televisione
Il primo film israeliano a tema LGBT è stato quello del regista apertamente gay Amos Guttman intitolato Nagu'a(drifting in inglese) del 1983: la storia segue un giovane gay israeliano che, pur vivendo e lavorando coi nonni, sogna di fare un film e trovare l'amore della sua vita. In seguito Guttman (morto di AIDS nel 1993) scriverà un altro gay-themed film dal titolo Amazing Grace (1992). Entrambi sono considerati come autobiografie del regista.
Un altro regista israeliano noto per affrontare temi LGBT è Eytan Fox: il suo primo film è Time Off del 1990 e si concentra su personaggi gay. In seguito dirige Ba'al Ba'al Lev nel 1997 e Yossi & Jagger nel 2000; Camminando sull'acqua del 2004 e The Bubble del 2006.

## Critiche
Alcuni sostengono che Israele avrebbe adottato politiche pro-LGBT per far cambiare il pensiero pubblico su di sé riguardo ai diritti che avrebbe negato ai palestinesi, tra cui quotidiani israeliani come Haaretz, associazioni ebraiche come Jewish Voice For Peace  e movimenti LGBT. 
Durante alcuni gay pride a Tel Aviv numerosi movimenti pro LGBT israeliani hanno usato lo slogan 'There is not pride in occupation'.
Questa ideologia usata dal governo israeliano è stata ribattezzata Rainbow Washing.

## Diritti LGBT nei territori palestinesi
Almeno ufficialmente, i rapporti omosessuali erano stati depenalizzati negli ex-territori giordani (Cisgiordania) fin dal 1951, e tali son rimasti fin da allora; d'altra parte, nella striscia di Gaza, rimane in vigore l'ordinanza del codice penale inglese No.74 del 1936 che considera fuori legge e criminali i rapporti omosessuali tra uomini adulti anche se consenzienti, mentre le donne lesbiche non ne sono soggette e pertanto le loro relazioni sentimentali sono tecnicamente non illegali.
La società palestinese, sia cristiana, musulmana o laica, tende ad essere fortemente conservatrice; le famiglie allo stesso modo tendono a veder l'omosessualità (ma anche altre preferenze personali come il crossdressing) come un comportamento del tutto immorale e pertanto meritevole di condanna. 
Nel 2003 è stata fondata Aswat, che si descrive come gruppo palestinese a sostegno delle donne lesbiche (il gruppo, pur avendo sede nella città israeliana di Haifa, è esclusivamente rivolto alle donne arabe. Nel 2007 è stata fondata segretamente da parte di quattro giovani una sua succursale a Ramallah).
Il Jerusalem Open House, organizzazione ebraica a supporto della comunità LGBT ha aperto una sua sezione rivolta agli omosessuali arabi, di nome Alqaws, cercando così di raggiungere anche i palestinesi che si trovano in difficoltà (Alqaws).
Nel 2008 Aswat ha affermato che alcuni gay palestinesi sono a volte presi di mira dai servizi di sicurezza israeliani, trovandosi in qualche modo costretti a collaborare con la polizia dietro ricatto (se non lo facessero verrebbero rinviati alle famiglie d'origine, che scoprirebbero l'omosessualità dei figli)..

## Voci correlate

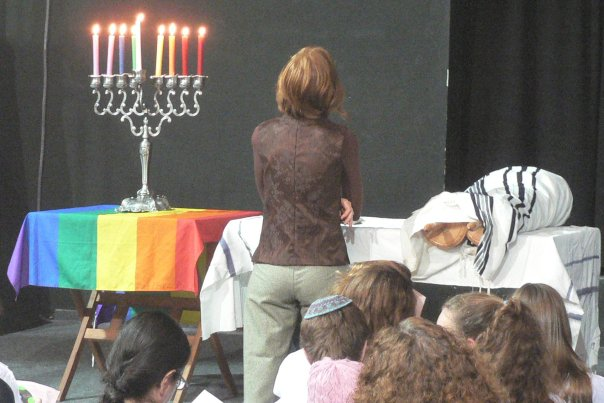
Celebrazione in sinagoga con la bandiera arcobaleno.

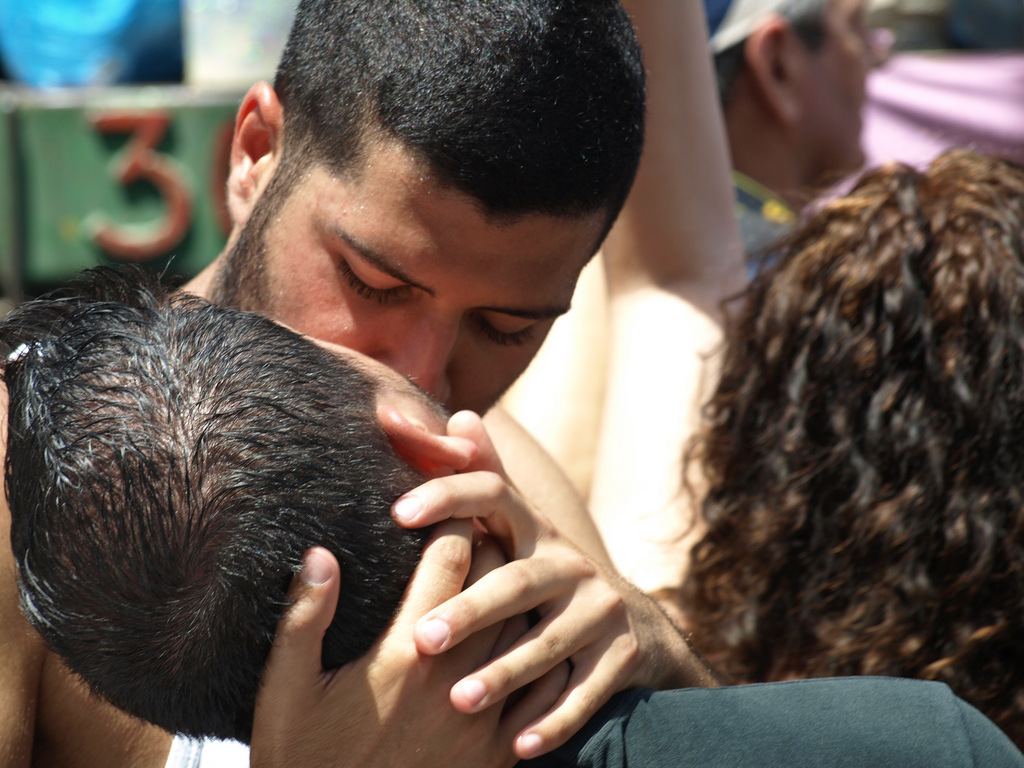
Bacio omosessuale al Gay Pride di Tel Aviv, 2008.

## Tabella riassuntiva

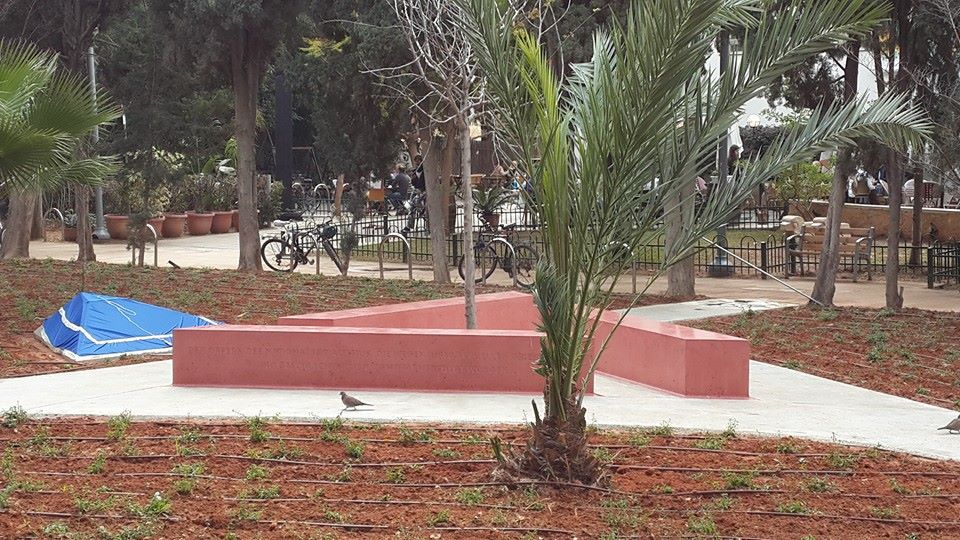
Gay and Lesbian Memorial a Tel Aviv, triangolo rosa.

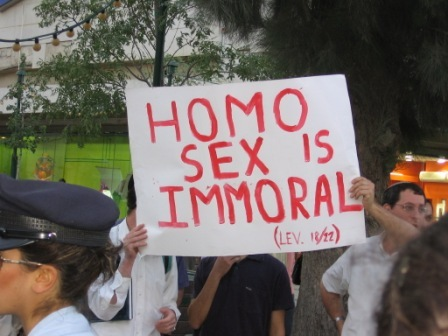
Protesta degli ebrei ultraortodossi contro il Gay Pride a Gerusalemme (Levitico 18, 22)

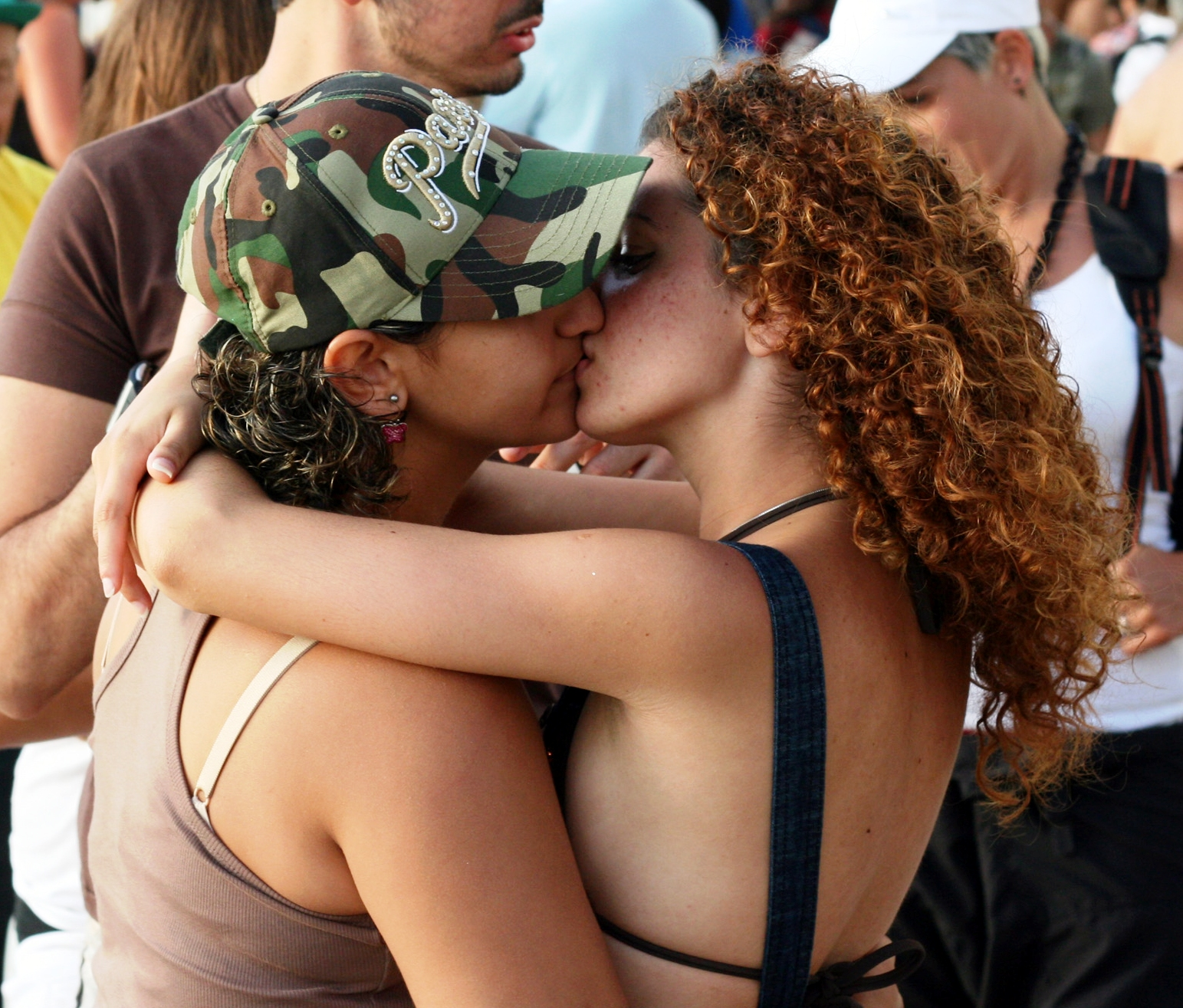
Bacio tra due ragazze al Gay Pride di Tel Aviv nel 2007.

| Attività e relazioni omosessuali legali                                                                | Si                                                                                   |
| Parità di età del consenso                                                                             | Si                                                                                   |
| Leggi anti-discriminazione sul posto di lavoro                                                         | (dal 1992)                                                                           |
| Leggi anti-discriminazione nella fornitura di beni e servizi                                           | (dal 2000)                                                                           |
| Matrimonio omosessuale                                                                                 | I matrimoni civili contratti all'estero sono riconosciuti e registrati               |
| Riconoscimento alle coppie omosessuali del diritto all'immigrazione sulla base della legge del ritorno | Si                                                                                   |
| Riconoscimento delle coppie omosessuali                                                                | (dal 1994)                                                                           |
| Step-child adoption                                                                                    | (dal 2005)                                                                           |
| Adozione, singola o congiunta, da parte di coppie omosessuali                                          | / (Ammessa dalla Corte Suprema solo in alcuni casi, ma non disciplinata dalla legge) |
| Le persone LGBT sono autorizzate a prestare servizio nelle forze armate                                | (dal 1993)                                                                           |
| Maternità surrogata per coppie formate dallo stesso sesso, donne single e persone transgender          | Si                                                                                   |
| Diritto di cambiare legalmente sesso                                                                   | Si                                                                                   |
| Accesso alla fecondazione in vitro per le lesbiche                                                     | (dal 2024)                                                                           |
| Terapie di conversione vietate                                                                         | (dal 2022)                                                                           |
| Permesso di donare il sangue per maschi omosessuali                                                    | (dal 2021; sotto specifiche condizioni, da vedere nel sito della MDA).               |